# Weatherfield
Weatherfield es una ciudad ficticia ubicada en Salford, al noroeste de Inglaterra que sirve como centro de la serie británica Coronation Street. Dentro de ella se encuentran las calles principales donde se ubican las residencias de los personajes, su calle principal es Coronation Street y su negocio principal es el Rover Return Inn. Las áreas de Weatherfield por lo general son filmadas alrededor de Mánchester.

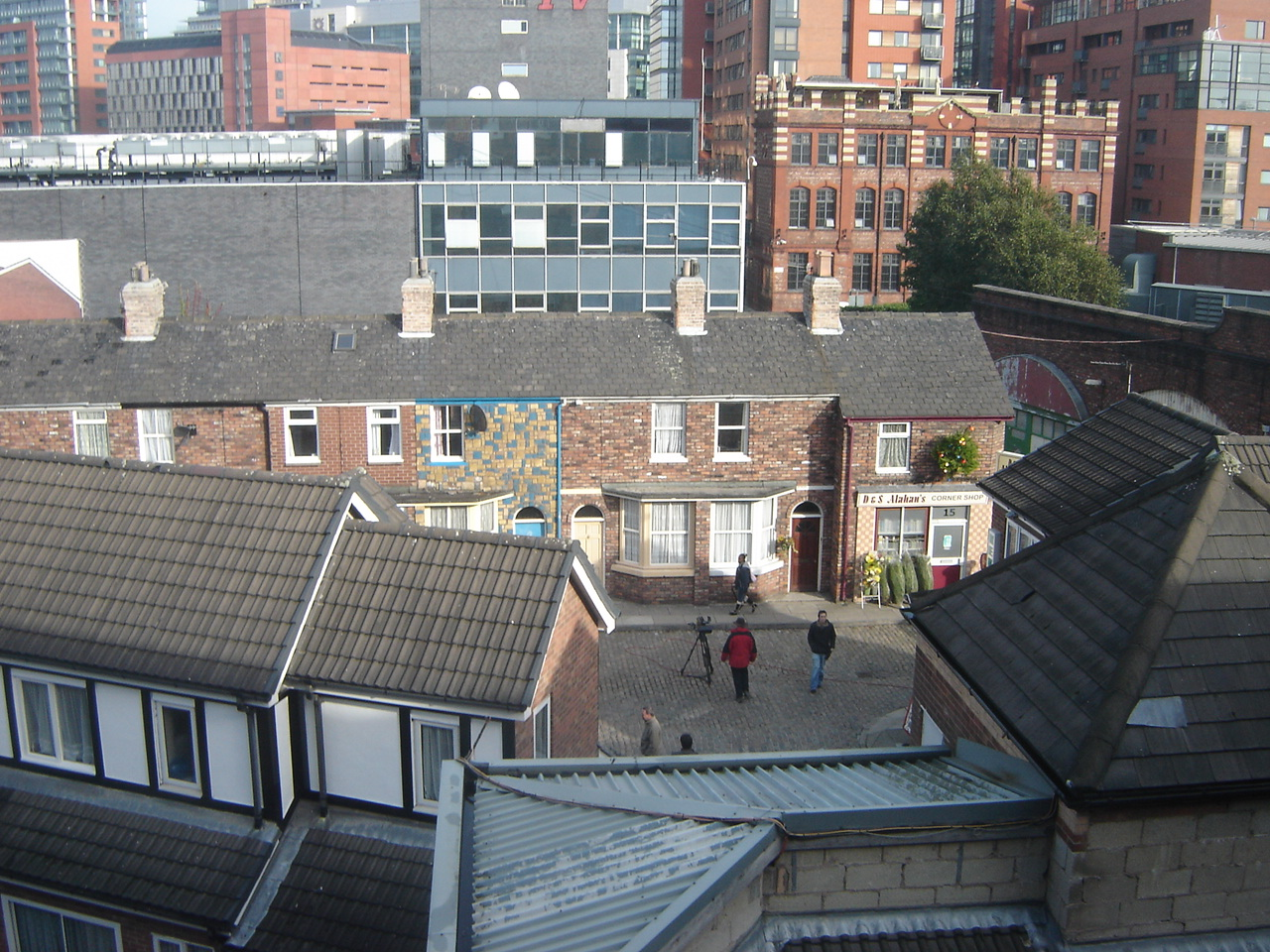
Coronation Street

## Lugares de Weatherfield

### Oakhill
El área de Oakhill se encuentra al noroeste de la ciudad y tiene fama de ser de lujo. En ella se encuentra la única escuela independiente de Weatherfield, la cual lleva el nombre del área Oakhill School. Algunos de sus residentes fueron Alex Neeson, Nick Neeson, Wendy Neeson, Audrey Roberts y Betty Willaims.

### Weatherfield Quays
Muelle construido en 1989 a las orillas del río Irwell. Mike Baldwin vivió en su apartamento en Montreal de 1989 hasta su muerte en el 2006. Su hijo Danny heredó el apartamento y se mudó a finales del 2006.  Otros residentes que han vivido ahí han sido Steve McDonald, Alma Halliwell, Dev Alahan, Maya Sharma y Danny Baldwin, actualmente el único residente es Carla Gordon. Las escenas son filmadas en Salford Quays.

### The Slums
Área de Weatherfield adquirida por Tony Gordon para construir nuevas viviendas. Slums fue vista otra vez cuando Tony re reunió con el sicario Jimmy Dockerson, quien mató a Liam Connor para pagarle por su trabajo. En la Navidad del 2008 Jed Stone visitó el lugar casi todos los días buscando a su gato Sunny Jim. En la víspera de año nuevo Tony mencionó que le habían dado el permiso para desarrollar el Nightingale Terrace, que probablemente se convertiría en el área de Slums.

### The Red Rec

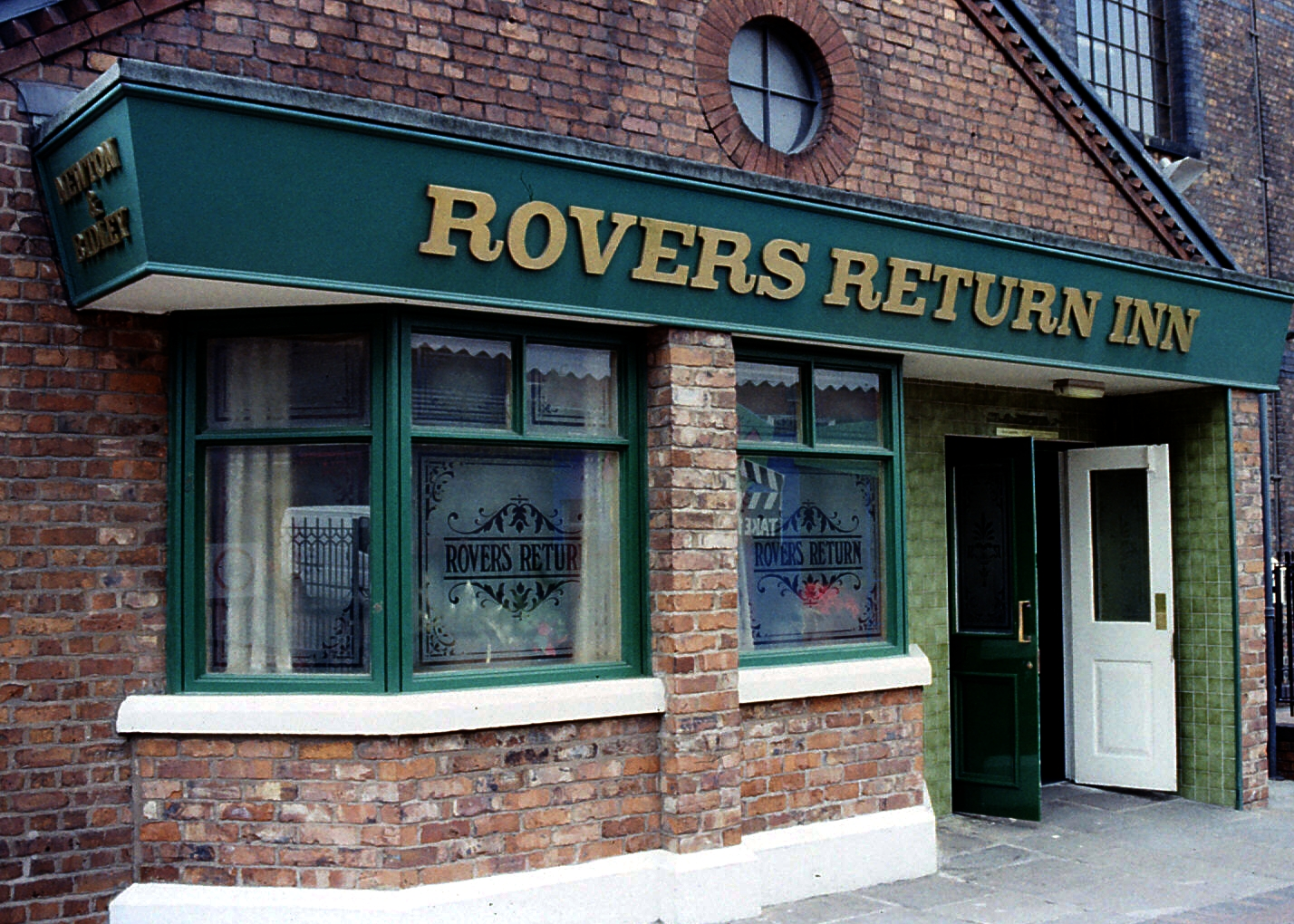
Rover Return Inn

Término familiar para “The Red Recreation Ground”, es la principal área de deporte y recreación de Weatherfield, ubicada al sur de la ciudad. El Red Rec tiene un área de juegos infantiles, campos de fútbol y un parque. Este ha aparecido en el programa desde la década de 1960 y siempre ha sido conocida como Red Rec.

### Newton and Ridley
La cervecería Newton and Ridley se estableció en Weatherfield en 1781. Durante el siglo XIX amplió sus operaciones para avanzar en la adquisición y construcción de nuevas viviendas públicas. Entre algunas de sus propiedades se encuentran el Flying Horse, el Laughing Donkey, el Queens, el Weatherfield Arms, el Farrier's Arms y anteriormente manejaban el Rover Retiurn Inn. 

#### Rovers Return Inn
En 1902 “Newton and Ridley” adquirió la nueva propiedad de la vivienda pública. El bar es el principal lugar de reunión de la calle Coronation. Aunque actualmente ya no es propiedad de Newton and Ridley, los productos de cerveza todavía están disponibles. El nombre fue elegido por el histórico Rover’s Return en Withy Grove, Mánchester, que ocupaba un edificio del siglo XIV.

#### The Flying Horse

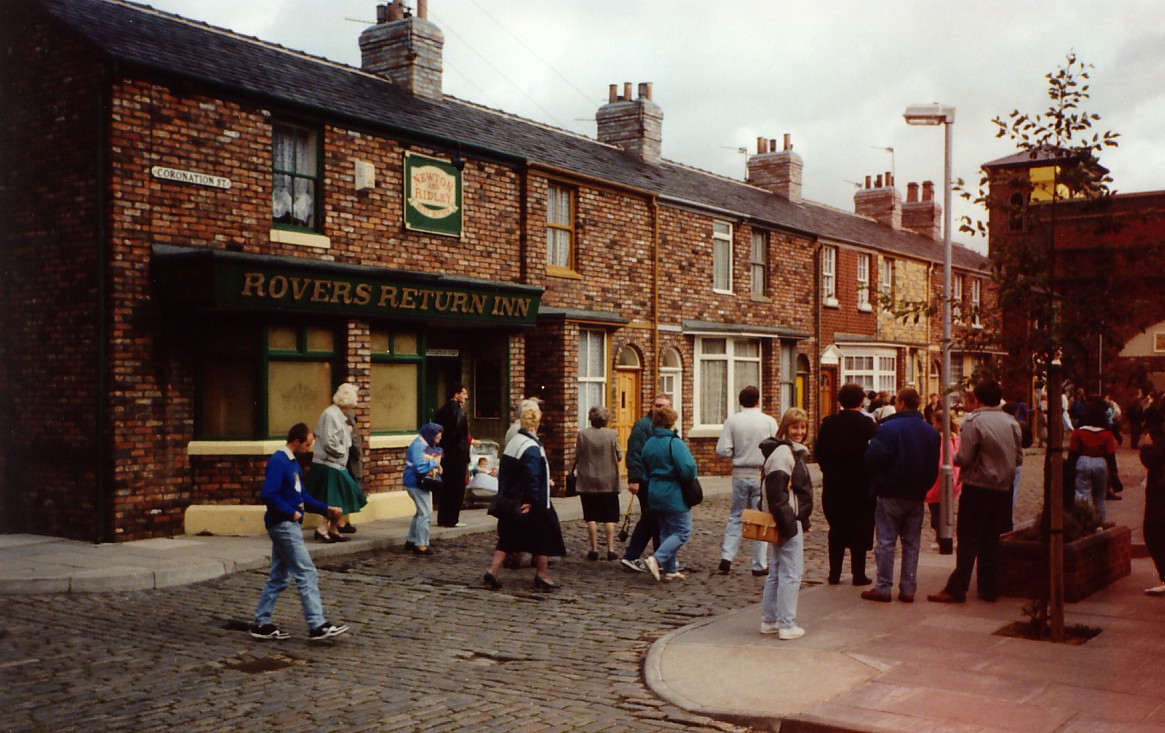
Rover Return Inn

Originalmente conocida como “The Flying Dutchman” fue abierta en 1850 por “Newton and Ridley”, ubicada en la esquina de Jubilee Terrance. En 1905 fue cambiado su nombre por “The Flying House” por razones patrióticas. Hasta 1985 fue el mayor rival del bar Rover Return Inn, siempre compitiendo en diversas actividades como los juegos olímpicos, el fútbol o el tira y afloja para demostrar quién era mejor.
El bar fue reintroducido en el 2009 y en ella trabajan algunas de las personas menos fiables.

#### The Laughing Donkey
Ubicada en la calle Omdurman con vista al parque North Cross. Fue propiedad de Nellie Harvey, enemiga de Annie Walker.

#### The Queens
Fue construida en 1931 y está ubicada yendo hacia Weatherfield Quays, al sur de Weatherfield. El bar apareció por primera vez en 1993, su propietaria fue Liz McDonald.

#### The Weatherfield Arms
Otro rival del Rovers Return Inn, el bar apareció por primera vez en el 2003. Después de perder su trabajo en el Rovers, Liz McDonald fue encargada del lugar durante un tiempo. Bev Unwin y Cilla Battersby-Brown trabajaron ahí.

#### The Farrier's Arms
Uno de los bares rivales del Rovers Return Inn, Florrie Lindley trabajó ahí durante cuatro años antes de centrar su atención a la tienda de mantenimiento, con el tiempo se dejó de ver especialmente cuando Florrie se fue de Watherfield. En los últimos 35 años no se ha escuchado más acerca de ella probablemente ya ha sido cerrada.

### Oakhill School
Es la única escuela privada en Weatherfield, ubicada en la zona de Oakhill. La escuela apareció por primera vez en 1993 cuando Mike Baldwin se ofreció a pagar por la educación de su hijo, Mark Redman. En el 2004 apareció de nuevo cuando Rosie Webster fue aceptada y terminó sus estudios en el 2007, Alex Neeson también estudió ahí. Actualmente ningún residente asiste a Oakhill. Las escenas son filmadas en la escuela Cheadle Hulme.

### Weatherfield High School
Anteriormente conocida como “Weatherfield Comprehensive School” y “Watherfield High School”, es la principal institución de la educación secundaria en Weatherfield. La escuela se especializa en niños desde los 11 a los 16 años de edad. La escuela fue creada gracias a la fusión de la escuela Weatherfield School para Niñas y el Weatherfield School para Niños.
La escuela apareció de forma regular hasta 1991 cuando Ken Barlow comenzó a dar clases de inglés, durante ese tiempo algunos de los estudiantes fueron Tracy Barlow, Steve McDonald, Andy McDonald y Nick Tilsley. En 1992 Derek Wilton trabajó ahí como conserje. Otros de los residentes que han estudiado ahí han sido Jenny Bradley, Toyah Battersby, Violet Wilson, Sarah-Louise Platt, Candice Stowe, Todd Grimshaw, Aiden Critchley, Rosie Webster, Craig Harris,  Sophie Webster, Chesney Battersby-Brown, Sian Powers y Ben Richardson.
Las escenas son filmadas en la escuela Hope High School en Salford.
- Actuales Estudiantes.:

| Actor             | Personaje      | Ocupación  | Grado | Duración |
| ----------------- | -------------- | ---------- | ----- | -------- |
| Georgie May Foote | Katy Armstrong | Estudiante | -     | -        |

### Bessie Street Primary School
Anteriormente conocida como “Bessie Street Mixed Infants”, “Bessie Street Juniors” y “Bessie Street Priamry School”, es la institución principal de la educación primaria en Weatherfield. Varios de los personajes de la serie han asistido a ella entre ellos, Albert Tatlock, Ken Barlow, Dennis Tanner, Tracy Barlow, Nick Tilsley, Chesney Battersby-Brown, Bethany Platt y Joshua Peacocke. Algunos de los antiguos trabajadores han sido Ken Barlow quien trabajó como maestro de 1961 hasta 1974, Esther Hayes quien trabajó como maestra.
Albert Tatlock, Percy Sugden y Jack Duckworth trabajaron ahí como oficiales de patrulla escolar y de cruce.
- Actuales Estudiantes.:

| Actor           | Personaje    | Ocupación  | Grado | Duración |
| --------------- | ------------ | ---------- | ----- | -------- |
| Elle Mulvaney   | Amy Barlow   | Estudiante | -     | -        |
| Alex Bain       | Simon Barlow | Estudiante | -     | -        |
| Tanisha Gorey   | Asha Alahan  | Estudiante | -     | -        |
| Zennon Ditchett | Aadi Alahan  | Estudiante | -     | -        |

### Weatherfield Gazette
Weatherfield tiene su propio periódico local llamado “The Weatherfield Gazette”, un periódico local gratuito creado desde 1990, el periódico también es conocido como “The Weatherfield Recorder”. Weatherfield también tiene un tabloide  llamado ‘’ The Daily Pulse’’.

### Valandro's
Es un restaurante italiano. Anteriormente era usado como un grupo de restaurantes llamado “The Clock” hasta que fue comprado por Carla Connor y leanne Battersbyen mayo del 2007. Después de la muerte inesperada de Paul Connor, Carla decidió salirse de la operación y Leanne se quedó con la empresa. Después de enfrentarse a varios problemas financieros por fin en julio del mismo año Leanne contrató a Paul Calyton para que trabajara como el chef principal del restaurante, poco después Paul compró una parte del restaurante. 
El negocio comenzó a fallar y en el 2008 Leanne convenció a Paul para prenderle fuego  al restaurante y así reclamar el seguro.

### Weatherfield General Hospital
Es el principal hospital de Weatherfield. Las salas del hospital son llamadas como los cantantes George Formby y Gracie Fields. En el cruce entre las calles Rosamund y Coronation Street se encuentra un consultorio médico, Gail Platt trabajó ahí como recepcionista practicante hasta el 2010, después de perder su trabajo por leer historiales médicos privados. El doctor Matt Ramsden trabajó ahí mientras vivió en Weatherfield.

## Vecindario

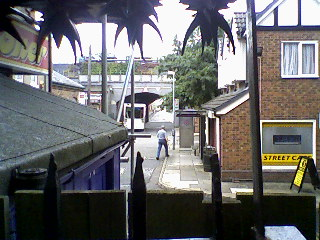
Coronation Street set

### Coronation Street
Colonia conformada por las residencias 1, 2a, 3, 4, 5, 6, 7, 8, 9, 11, 12a, 13 y 15 Coronation Street. La residencia 12a fue destruida por el accidente en tranvía y la 13 quedó dañada debido al fuego.
- 1 Coronation Street.:

| Actor          | Personaje      | Duración                                  |
| -------------- | -------------- | ----------------------------------------- |
| William Roache | Ken Barlow     | 1972 - 1974, 1976 - 1990, 1995 - presente |
| Anne Kirkbride | Deirdre Barlow | 1981 - 1994, 1999 - presente              |
| Kate Ford      | Tracy Barlow   | 1981 - 1995, 2002 - 2006, 2010 - presente |
| Elle Mulvaney  | Amy Barlow     | 2004 - 2006, 2010 - presente              |

- 2a Coronation Street.: (arriba del Salon de Audrey)

| Actor         | Personaje               | Duración                     |
| ------------- | ----------------------- | ---------------------------- |
| Samia Smith   | Maria Sutherland-Connor | 2001 - 2007, 2010 - presente |
| Andrew Whymet | Kirk Sutherland         | 2010 - presente              |
| Logan Blake   | Liam Connor Jr.         | 2010 - presente              |

- 3 Coronation Street.:

| Actor             | Personaje     | Duración                     |
| ----------------- | ------------- | ---------------------------- |
| Eileen Derbyshire | Emily Bishop  | 1972 - presente              |
| Malcolm Hebden    | Norris Cole   | 1994 - 1997, 1999 - presente |
| Barbara Knox      | Rita Sullivan | 2006, 2010 - presente        |

- 4 Coronation Street.:

| Actor           | Personaje      | Duración        |
| --------------- | -------------- | --------------- |
| Sally Whittaker | Sally Webster  | 2008 - presente |
| Brooke Vincent  | Sophie Webster | 2008 - presente |
| Sacha Parkinson | Sian Powers    | 2010 - presente |

- 5 Coronation Street.:

| Actor           | Personaje               | Duración            |
| --------------- | ----------------------- | ------------------- |
| Sam Aston       | Chesney Battersby-Brown | 2003-presente       |
| Jennie McAlpine | Fiz Brown-Stape         | 2008-presente       |
| Greame Hawley   | John Stape              | 2008, 2009-presente |
| Sadie Pilbury   | Hope Stape              | 2011 - presente     |
| Georgia May     | Katy Armstrong          | 2010 - presente     |

- 6 Coronation Street.:

| Actor        | Personaje     | Duración        |
| ------------ | ------------- | --------------- |
| Steve Huison | Eddie Windass | 2008 - 2011     |
| Debbie Rush  | Anna Windass  | 2008 - presente |
| Mikey North  | Gary Windass  | 2008 - presente |

- 7 Coronation Street.:

| Actor           | Personaje     | Duración        |
| --------------- | ------------- | --------------- |
| Jimmi Harkishin | Dev Alahan    | 2010 - presente |
| Shobna Gulati   | Sunita Alahan | 2010 - presente |
| Zennon Ditchett | Aadi Alahan   | 2010 - presente |
| Tanisha Gorey   | Asha Alahan   | 2010 - presente |

- 8 Coronation Street.:

| Actor            | Personaje    | Duración                                  |
| ---------------- | ------------ | ----------------------------------------- |
| Helen Worth      | Gil McIntyre | 1991 - presente                           |
| Ben Price        | Nick Tilsley | 1991 - 1998, 2002 - 2004, 2009 - presente |
| Jack P. Shepherd | David Platt  | 1991 - presente                           |
| Paula Lane       | Kyle Turner  | 2011 - presente                           |

- 9 Coronation Street.:

| Actor        | Personaje    | Duración        |
| ------------ | ------------ | --------------- |
| Alan Halsall | Tyrone Dobbs | 2009 - presente |

### Rosamund Street
- 9a Rosamund Street.:

| Actor          | Personaje     | Duración              |
| -------------- | ------------- | --------------------- |
| Chris Gascoyne | Peter Barlow  | 2008 - presente       |
| Alex Bain      | Simon Barlow  | 2009, 2010 - presente |
| Jane Danson    | Leanne Barlow | 2009 - presente       |

### Victoria Street
Colonia conformada por las residencias 14a, 15a, 16a, 17a y 18a Victoria Street.
- 14a Victoria Street (arriba de Elliot & Sons Butchers).:

Actualmente se encuentra desocupada. Janice Battersby vivió ahí del 2004 - 2005 y del 2006 - 2011.
- 15a Victoria Street (arriba de las tranvías).:

| Actor             | Personaje      | Duración      |
| ----------------- | -------------- | ------------- |
| Craig Charles     | Lloyd Mullaney | 2005-presente |
| Holly Quin-Ankrah | Cheryl Gray    | 2010-presente |
| Flinton Flynn     | Russ Gray      | 2010-presente |

- 16a Victoria Street (arriba de Roy's Rolls).:

| Actor              | Personaje      | Duración                     |
| ------------------ | -------------- | ---------------------------- |
| David Neilson      | Roy Cropper    | 1999 - 2009, 2009 - presente |
| Julie Hesmondhalgh | Hayley Cropper | 1999 - 2007, 2008 - presente |

- 17a Victoria Street (contiguo a Builders Yard).:

| Actor               | Personaje      | Duración        |
| ------------------- | -------------- | --------------- |
| Ian Puleston-Davies | Owen Armstrong | 2010 - presente |

- 18a Victoria Street (arriba de Prima Doner).:

| Actor     | Personaje       | Duración        |
| --------- | --------------- | --------------- |
| Kym Marsh | Michelle Connor | 2009 - presente |

### Victoria Court
Victoria Court es un edificio conformado por 20 modernos apartamentos ubicados cerca de la calle Victoria Court. Actualmente el único apartamento ocupado es el 9.
- 9 Victoria Court.:

| Actor           | Personaje      | Duración        |
| --------------- | -------------- | --------------- |
| Craig Gazey     | Greame Proctor | 2010 - presente |
| Michelle Keegan | Tina McIntyre  | 2010 - presente |
| Eizabeth Tan    | Xin Chiang     | 2011 - presente |

### Quays
| Actor       | Personaje    | Duración        |
| ----------- | ------------ | --------------- |
| Alison King | Carla Gordon | 2006 - presente |

### Rovers Return Inn
| Actor           | Personaje      | Duración              |
| --------------- | -------------- | --------------------- |
| Simon Gregson   | Steve McDonald | 2006 - presente       |
| Katherine Kelly | Becky McDonald | 2008, 2009 - presente |
| Harry McDermott | Max Turner     | 2010 - presente       |

## Otras Residencias&Calles

### 37 Hillside Crescent
| Actor        | Personaje      | Duración        |
| ------------ | -------------- | --------------- |
| Betty Driver | Betty Williams | 1969 - presente |

### 5 Grassmere Drive
| Actor        | Personaje      | Duración                 |
| ------------ | -------------- | ------------------------ |
| Sue Nicholls | Audrey Roberts | 1999-2002, 2003-presente |

### Mary's Motor Home
| Actor        | Personaje   | Duración        |
| ------------ | ----------- | --------------- |
| Pattie Clare | Mary Taylor | 2009 - presente |